# SN 2003bn
SN 2003bn – supernowa typu II odkryta 27 lutego 2003 roku w galaktyce A100235-2110. W momencie odkrycia miała maksymalną jasność 16,70m.